# Bóng chuyền tại Đại hội Thể thao Đông Nam Á 2005

Volleyball at the 2005 Southeast Asian Games logo

Bóng chuyền tại Đại hội Thể thao Đông Nam Á 2005 được tổ chức tại thành phố Bacolod, tỉnh Negros Occidental, Philippines, gồm hai nội dung thi đấu: bóng chuyền trong nhà và bóng chuyền bãi biển.
Nội dung bóng chuyền trong nhà diễn ra từ ngày 27 tháng 11 đến ngày 5 tháng 12 năm 2005 tại Nhà thi đấu Trường Đại học West Negros. Các đội tuyển nam và nữ thi đấu theo thể thức vòng tròn một lượt tính điểm, sau đó chọn hai đội đứng đầu vào chung kết. Ở nội dung nam, Thái Lan đánh bại Indonesia với tỷ số 3–1 (23–25, 25–21, 25–19, 25–18) để giành huy chương vàng. Ở nội dung nữ, Thái Lan tiếp tục thể hiện ưu thế vượt trội khi giành chiến thắng 3–0 trước Việt Nam (25–20, 25–10, 25–20) trong trận chung kết.

Nội dung bóng chuyền bãi biển được tổ chức từ ngày 28 tháng 11 đến ngày 2 tháng 12 năm 2005 tại khuôn viên Trường Đại học St. La Salle, Bacolod. Các cặp vận động viên thi đấu theo thể thức loại trực tiếp. Ở nội dung nam, cặp Andy Ardiyansah và Rama Supriadi (Indonesia) vượt qua đồng đội Koko Prasetyo Darkuncoro và Agus Salim để đoạt huy chương vàng. Ở nội dung nữ, cặp Kamoltip Kulna và Jarunee Sannok (Thái Lan) giành chiến thắng trong trận chung kết toàn Thái trước Yupa Phokongploy và Usa Tenpaksee để lên ngôi vô địch.
| Hạng               | Đoàn               | Vàng | Bạc | Đồng | Tổng số |
| ------------------ | ------------------ | ---- | --- | ---- | ------- |
| 1                  | Thái Lan (THA)     | 3    | 1   | 1    | 5       |
| 2                  | Indonesia (INA)    | 1    | 2   | 0    | 3       |
| 3                  | Việt Nam (VIE)     | 0    | 1   | 1    | 2       |
| 4                  | Philippines (PHI)  | 0    | 0   | 2    | 2       |
| Tổng số (4 đơn vị) | Tổng số (4 đơn vị) | 4    | 4   | 4    | 12      |

## Tóm tắt kết quả
| Nội dung      | Vàng                                              | Bạc                                                     | Đồng                                                |
| ------------- | ------------------------------------------------- | ------------------------------------------------------- | --------------------------------------------------- |
| Trong nhà nam | Thái Lan (THA)                                    | Indonesia (INA)                                         | Việt Nam (VIE)                                      |
| Trong nhà nữ  | Thái Lan (THA)                                    | Việt Nam (VIE)                                          | Philippines (PHI)                                   |
| Bãi biển nam  | Indonesia (INA) · Andy Ardiyansah · Rama Supriadi | Indonesia (INA) · Koko Prasetyo Darkuncoro · Agus Salim | Thái Lan (THA) · Sonthi Bunrueang · Borworn Yungtin |
| Bãi biển nữ   | Thái Lan (THA) · Kamoltip Kulna · Jarunee Sannok  | Thái Lan (THA) · Yupa Phokongploy · Usa Tenpaksee       | Philippines (PHI) · Heidi Illustre · Diane Pascua   |

## Chi tiết

### Bóng chuyền trong nhà

#### Chung kết nam
| Quốc gia  | Quốc gia  | Set | Set | Set       | Set | Set |
| 1         | 2         | 3   | 4   | Tổng cộng |     |     |
| --------- | --------- | --- | --- | --------- | --- | --- |
| Thái Lan  | Thái Lan  | 23  | 25  | 25        | 25  | 98  |
| Indonesia | Indonesia | 25  | 21  | 19        | 18  | 83  |

#### Chung kết nữ
| Quốc gia | Quốc gia | Set | Set | Set       | Set | Set |
| 1        | 2        | 3   | 4   | Tổng cộng |     |     |
| -------- | -------- | --- | --- | --------- | --- | --- |
| Thái Lan | Thái Lan | 25  | 25  | 25        |     | 75  |
| Việt Nam | Việt Nam | 20  | 10  | 20        |     | 50  |

### Bóng chuyền bãi biển

#### Chung kết nam
| Quốc gia  | Quốc gia | Vận động viên | Set | Set | Set | Set        |
| Quốc gia  | Quốc gia | Vận động viên | 1   | 2   | 3   | Chung cuộc |
| --------- | -------- | ------------- | --- | --- | --- | ---------- |
| Indonesia | INA      | Andy Supriadi | 17  | 21  | 15  | 2          |
| Indonesia | INA      | Koko Agusalim | 21  | 16  | 12  | 1          |

#### Chung kết nữ
| Quốc gia | Quốc gia | Vận động viên    | Set | Set        | Set | Set |
| 1        | 2        | Vận động viên    | 3   | Chung cuộc |     |     |
| -------- | -------- | ---------------- | --- | ---------- | --- | --- |
| Thái Lan | THA      | Kamoltip Jarunee | 21  | 21         |     | 2   |
| Thái Lan | THA      | Yupa Usa         | 12  | 19         |     | 0   |